# Confederação Sul-Americana de Tênis
A Confederação Sul-Americana de Tênis (em espanhol, Confederación Sudamericana de Ténis), também designada COSAT, é uma associação esportiva formada por países da América do Sul, fundada em 20 de outubro de 1947. Afiliada à Federação Internacional de Tênis, é uma instituição privada responsável pela regulamentação de eventos de tênis, cuja sede se localiza em Assunção, capital do Paraguai.

## Federações afiliadas
- Argentina
- Bolívia
- Brasil
- Chile
- Colômbia
- Equador
- Paraguai
- Peru
- Uruguai
- Venezuela